# Ульфстедт, Эрик
Э́рик У́льфстедт (фин. Erik Ulfstedt; род. 4 июня 1948, Йювяскюля, Финляндия) — финский дипломат, Чрезвычайный и Полномочный Посол Финляндии в Нигерии (2007—2008).

## Биография
Окончил бизнес-колледж и Хельсинкский университет и с 1970 года начал работу в качестве сотрудника в посольстве Финляндии в Дании.
С 1972 по 1975 годы работал в секретариате по экспорту в министерстве иностранных дел Финляндии.
С 1976 по 1977 годы работал в посольстве Финляндии во Франции, а с 1977 по 1979 годы в департамента внешнеэкономических связей МИДа Финляндии.
С 1979 по 1982 годы работал в Посольстве Финляндии в СССР, а с 1982 по 1983 годы был консулом в Генеральном консульстве Финляндии в Сан-Франциско (США).
С 1986 по 1988 годы работал в звании советника в департаменте внешнеэкономических связей в структуре МИДа Финляндии в Хельсинки (с 1988 по 1991 годы — директор отдела Советского Союза в департаменте ВЭС МИД).
С 1991 по 1993 годы в звании посланника работал в посольстве Финляндии в Великобритании.
В 1993 году назначен на должность Чрезвычайного и полномочного посла Финляндии на Украине (также в Молдове), которую занимал до 1996 года.
С 1996 по 2000 годы вновь работал в структуре МИДа Финляндии в Хельсинки в отделе по «Северному измерению», а с 2000 по 2002 годы был директором по инвестициям, энергоэффективности и расширению в рамках Энергетической хартии в Брюсселе.
С 2002 по 2007 годы вновь работал в МИДе Финляндии в Хельсинки, занимаясь вопросами арктического сотрудничества и взаимодействия в Баренц-регионе.
1 сентября 2007 году был назначен Чрезвычайным и Полномочным Послом Финляндии в Нигерии (также в Гане, Либерии и ECOWAS) в должности которого оставался до 2008 года.
С 2008 года работает в отделе по энергетике и ядерной безопасности департамента внешнеэкономических связей МИДа Финляндии.